# Smaljavitjy rajon
Smaljavitjy rajon (belarusiska: Смалявіцкі раён) är ett distrikt i Belarus. Huvudort är Smaljavitjy. Det ligger i voblasten Minsks voblast, i den centrala delen av landet, 40 km öster om huvudstaden Minsk.
Bland annat följande samhällen finns i Smaljavitjy rajon:
- Akciabrski
- Prylepy
- Slabada
- Usiazj
- Usiazja
- Zabalotstse
- Zadomlja
- Zahorje